# ۱۲۳۱ (قمری)
۱۲۳۱ (قمری)، هزار و دویست و سی و یکمین سال در گاهشماری هجری قمری است. اول محرم این سال برابر با سوم دسامبر سال ۱۸۱۵ میلادی است.

## مناسبت‌ها
ساخت مدرسه علوی تهران قدیمی ترین مدرسه ایران 

## وابسته
- رشحه